# Konsumtionsföreningen Uddevalla med omnejd
Konsumtionsföreningen Uddevalla med omnejd var en svensk konsumentförening i Uddevalla.

## Historik
Kooperativa konsumtionsföreningen Framtiden öppnade sin första butik den 18 oktober 1906 på Kilbäcksgatan 26 i Uddevalla. Stadgar har antagits den 15 juni 1906.
Under 1920-talet öppnades allt fler specialbutiker och mindre föreningar utanför Uddevalla fusionerades med Framtiden. Den år 1920 grundade Färgelanda kooperativa handelsförening uppgick i Framtiden år 1924. Den 1 augusti 1925 uppgick närliggande Stigens kooperativa handelsförening i Framtiden. I april 1926 uppgick även Ödeborgs kooperativa handelsförening i Framtiden. År 1926 hade föreningen tolv butiker, varav nio i Uddevalla och övriga i Färgelanda, Stigen och Ödeborg.
Den 1 januari 1939 bytte föreningen namn till Konsumtionsföreningen Uddevalla med omnejd. Då hade föreningen 19 butiker.
År 1961 valde Mellersta Bohuskustens konsumtionsförening i Lysekil att gå upp i Uddevallaföreningen. År 1962 sattes en större fusion igång varigenom Konsumentföreningen Bohuslän skulle bildas genom sammanslagning av Uddevallaföreningen med Strömstads kooperativa handelsförening, Kungshamns konsumentförening, Smögens kooperativa handelsförening, Kooperativa handelsföreningen Trygg i Fisketången samt Kooperativa föreningen Strid i Heestrand.
Den sammanslagna föreningen hade fortsatt sitt huvudkontor i Uddevalla. Uddevalla fick ett tillfälligt Domusvaruhus som invigdes den 4 april 1963. Mellan 1967-1968 byggdes ett permanent Domus som tog upp hela det kvarter där Framtiden en gång öppnade sin första butik. Varuhuset invigdes i juni 1968 och blev senare gallerian Gallionen.
Fortsatta fusioner ledde till bildandet av Konsum Bohuslän-Älvsborg 1990 som år 2015 ersattes av Coop Väst.